# Isabela Figueiredo

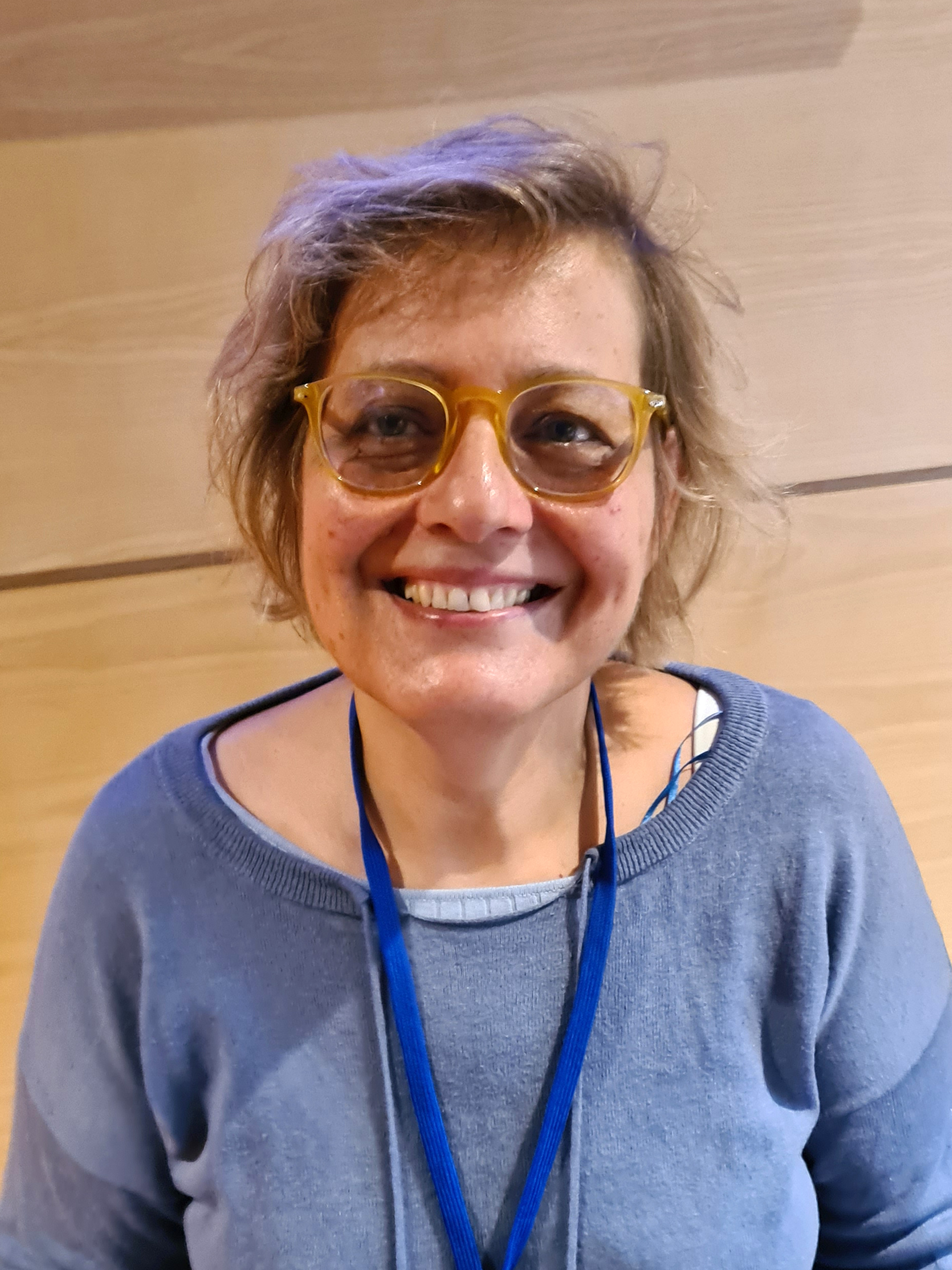
Isabela Figueiredo (2022)

Isabela Figueiredo (* 1963 in Lourenço Marques, heute Maputo, Mosambik) ist eine portugiesische Schriftstellerin und Journalistin.

## Leben und Wirken
Isabela Figueiredo wurde als Tochter eines Elektrikers in Lourenço Marques – so hieß damals die Hauptstadt von Portugiesisch-Ostafrika – dem heutigen Maputo, Mosambik, geboren.
Mit 12 Jahren wurde sie nach der Unabhängigkeit des Landes zu ihrer Großmutter nach Portugal geschickt, wo sie als Retornado, Rückkehrerin aus den früheren portugiesischen Kolonien, die als grundsätzlich faschistisch und rückständig galten, plötzlich Diskriminierung erfuhr. Als Jugendliche wurde sie wegen ihres Übergewichts diskriminiert – beides machte sie zu Themen ihrer Literatur.
Sie studierte an der Universiade Nova in Lissabon portugiesische Sprache und Literatur (Lusitanistik) und Religionssoziologie und war lange als Journalistin für die Zeitung Diário de Notícias sowie als Lehrerin für portugiesische Sprache tätig.
1983 erschienen erste Texte von ihr in der Jugendbeilage des Diário de Notícias, ihr erstes Buch erschien 1988.
2017 erhielt sie den Prémio Urbano Tavares Rodrigues. 2018 war sie Residenzstipendiatin des Instituto Camões in Berlin und stellte ihre Arbeit auf der Frankfurter Buchmesse, an der FU Berlin sowie einem Gesprächskreis an der Kurt-Schwitters-Schule, Berlin vor. Der aus Anlass dieses Stipendiums in Berlin entstandene Text Um anjo sobre Schöneberg (Ein Engel über Schöneberg) erschien in der Anthologie Stippvisiten in Berlin in der Übersetzung von Marianne Gareis 2021 im Elfenbein Verlag.
Ihr Buch Cadernos de Memórias Coloniais (dt. Roter Staub) wurde 2021 ins Deutsche, Französische, Spanische, Italienische, Slowenische übersetzt und erschien in Spanisch auch in Kolumbien.

## Auseinandersetzung mit Rassismus und Körper
In ihrem Werk schreibt sie über Diskriminierung und Rassismus – die eigene und die anderer – und kämpft gegen Bodyshaming und Körperkult. Als ehemalig dicke Frau und ehemalige „Retornada“ konnten eigene Erfahrungen einfließen. Sie plädiert für einen guten, menschlichen und echten Umgang mit dem eigenen Körper und die Normalität aller Körper – von Mann und Frau.
Vor allem in Roter Staub – so der deutsche Titel ihres ersten Werkes – arbeitet sie anhand der eigenen Familiengeschichte den Rassismus ihrer Landsleute in Portugals ehemaligen Kolonien am Beispiel Mosambiks auf. Dabei nutzt sie eine schonungslose Sprache auch mit Worten, die heute als eher belastet gelten, um die Schärfe der Problematik besser darstellen zu können. Ihr Roman wurde in Portugal ein Bestseller und kontrovers diskutiert, er erhielt viel Zustimmung und ebenfalls viel Ablehnung. Sie schaffte es aber, damit die Aufarbeitung der portugiesischen Kolonialzeit endgültig anzustoßen. Sie gehört damit zu den Intellektuellen und Schriftstellern, die versuchen, die jüngste Geschichte des Landes aufzuarbeiten, um die Verbrechen und Fehler der Vergangenheit darzustellen, da der Staat bisher seiner Verpflichtung auf diesem Gebiet nicht nachkommt. In dieser Tradition ist sie auf einer Linie mit dem weltbekannten Schriftsteller António Lobo Antunes, der in vielen seiner Romane ebenfalls den portugiesischen Kolonialismus schonungslos hinterfragt und aufarbeitet.

## Werk
- Conto É Como Quem Diz,1988 Band mit Erzählungen.
- Caderno de Memórias Coloniais, 2009. (Roter Staub. Mosambik am Ende der Kolonialzeit, übers.: Markus Sahr Weidle-Verlag, Bonn 2020). Autobiographischer Roman.
- A Gorda, 2016, (Die Dicke, übers.: Marianne Gareis, Weidle-Verlag, Bonn 2021). Roman
- Ein Engel über Schöneberg (Fiktive Briefe), übers.: Marianne Gareis. In: Stippvisiten. Miguel Cardoso, Afonso Cruz, Isabela Figueiredo, Rui Cardoso Martins und Patrícia Portela in Berlin, Anthologie, 2021, Elfenbein Verlag.
- Um cao no meio do caminho, 2022, Roman.

## Dokumentation
- Portugal lesen!, ZDF, 2021[1]